# Тринадцать за ужином (фильм)
«Тринадцать за ужином» (англ. Thirteen at Dinner) — британский телефильм 1985 года. Экранизация романа «Смерть лорда Эджвера» Агаты Кристи. В этом фильме в роли старшего инспектора Джеппа снялся будущий исполнитель роли Пуаро Дэвид Суше.

## Сюжет
Знаменитого детектива Эркюля Пуаро приглашают на телевизионное ток-шоу. Он и его приятель капитан Гастингс оказываются в компании блистательных знаменитостей. Знакомство закрепляется званым ужином на тринадцать персон в отеле «Савой». Там Эркюль Пуаро знакомится с известной кинозвездой Джейн Уилкинсон, которая сообщает, что никак не может получить развод от лорда Эджвара. Лорд же считает, что его жизни угрожает опасность. А на следующее утро после визита Пуаро к Эджвару, старший инспектор Джепп сообщает об убийстве лорда. Знаменитый бельгиец и его товарищи принимаются за расследование. Вскоре Пуаро выясняет, что лорд Эджвар был вовсе не против развода и даже сообщал об этом жене. Множество загадочных обстоятельств заставляют сыщика поверить в виновность леди Уилкинсон, хотя у неё железное алиби.

## В ролях
- Питер Устинов — Эркюль Пуаро
- Дэвид Суше — инспектор Джепп
- Джонатан Сесил — капитан Гастингс
- Фэй Данауэй — Джейн Уилкинсон/Карлотта Адамс
- Ли Хорсли — Брайан Марти
- Билл Найи — Рональд Марш
- Дайан Кинн — Дженни Драйвер
- Джон Баррон — лорд Джордж Эджвар
- Лесли Данлоп — Элис Беннетт
- Джон Страйд — кинорежиссёр
- Лу Антонио — кинопродюсер
- Аманда Пэйс — Джеральдин Марш
- Бенедикт Тейлор — Дональд Росс
- Дэвид Фрост — камео

## Фильмы с Питером Устиновым в роли Эркюля Пуаро
1. «Смерть на Ниле» (1978)
2. «Зло под солнцем» (1982)
3. «Тринадцать за ужином» (1985)
4. «Загадка мертвеца» (1986)
5. «Убийство в трёх актах» (1986)
6. «Свидание со смертью» (1988)